# Моё сокровище (фильм, 1948)
«Моё сокровище», другое название «Сокровище» (пол. Skarb) — польский художественный фильм, комедия-мелодрама 1948 года.

## Сюжет
В отстраиваемой послевоенной Варшаве молодая супружеская пара — муж Витек и жена Крыся — не имеют своего жилья. Они вынуждены снимать угол и поселяются на квартире у пани Маликовой, у которой уже живут несколько квартирантов. Витек, мечтая о собственной квартире, рисует её план, отмечая место, где будет спать его жена — любимое «Сокровище». Этот план вызывает интерес у жильцов дома, все начинают искать сокровище, отмеченное в плане.

## В ролях
- Данута Шафлярская — Крыся
- Ежи Душиньский — Витек, муж Крыси
- Адольф Дымша — квартирант Фредек Зюлко, работник радио
- Станислав Яворский — квартирант Хальны, инкассатор
- Людвик Семполинский — квартирант Сасс-Громоцкий, советник
- Александер Дзвонковский — квартирант
- Ядвига Хойнацкая — Маликова, владелица квартиры
- Алина Яновская — Бася, племянница Маликовой
- Ванда Якубиньская — Ковальская, соседка Маликовой
- Феликс Хмурковский — сожитель Витека
- Юзеф Нальберчак — сосед Витека, студент в наушниках
- Владислав Грабовский — начальник Крыси
- Казимеж Брусикевич — жених
- Вацлав Янковский — Цирьян, «референт»
- Казимеж Шуберт — Брыцкий, «начальник»
- Адам Миколаевский — кондуктор в автобусе
- Леопольд Садурский
- Мария Жабчиньская – тётя из Радома